# Cantón (entidad subnacional)
Un cantón es un tipo de división administrativa de un país. En general, los cantones son relativamente pequeños en términos de superficie, urbanización y población en comparación con otras divisiones administrativas, como condados, departamentos o provincias. Internacionalmente, los cantones políticamente más importantes son los cantones suizos. Como constituyentes de la Confederación Suiza, teórica e históricamente son Estados semisoberanos.
El término deriva de la palabra francesa canton, que significa esquina o distrito (de la que también se deriva "acantonamiento").

## Cantones por países

### En países actuales
| País                          | Nombre(s) local(es)              | Notas |
| ----------------------------- | -------------------------------- | --- |
| Bélgica                       | Canton, kanton                   | Divisiones judiciales y electorales del país. |
| Bolivia                       | Cantón                           | Subdivisiones inferiores a los municipios (desde 2009, los cantones ya no existen ni son considerados como parte de la subdivisión del país). |
| Bosnia y Herzegovina          | Kanton                           | División político-administrativa de primer nivel de la Federación de Bosnia y Herzegovina. |
| Costa Rica                    | Cantón                           | Subdivisiones inferiores a las provincias. |
| Ecuador                       | Cantón                           | Subdivisiones inferiores a las provincias, gobernados por un municipio y su respectivo alcalde. |
| El Salvador                   | Cantón                           | Representa las divisiones de un distrito. En general, aunque no necesariamente, las más alejadas del casco urbano de la localidad y, por lo mismo, las más rurales, poco pobladas y poco urbanizadas. |
| Francia                       | Canton                           | Corresponde a una agrupación de carácter supracommunal, de ámbito menor que el del departamento (aproximadamente similar a un municipio). |
| Luxemburgo                    | Canton, kanton                   | Subdivisiones de los distritos. |
| Guatemala                     | Cantón                           | Subdivisiones administrativas de centros poblados de menor tamaño dentro de los municipios del país, según decreto 22-2002 del congreso de la República de Guatemala, modificado por decreto 22-2010 del congreso de la República de Guatemala. |
| Suiza                         | Canton, kanton, cantone, chantun | Constituyen el ente político y administrativo sobre el que se construye el Estado federal. |
| Canadá · (Quebec)             | Canton                           | Una de las diversas divisiones de la provincia de Quebec. |
| México · (Jalisco y Veracruz) | Cantón                           | Durante la vigencia de la constitución de 1857, el cantón fue una entidad político-administrativa interna de esos estados. A su vez, los cantones se dividían en municipios, y quien lo gobernaba recibía el título de jefe político. El equivalente del cantón en otros estados mexicanos era el distrito. La constitución de 1917 abolió el sistema cantonal o distrital, bajo el régimen de municipio libre. |

### En países desaparecidos
| País                          | Nombre(s) local(es) | Notas |
| ----------------------------- | ------------------- | --- |
| Gran Colombia                 | Cantón              | Subdivisiones inferiores a los departamentos.                                                                                                |
| Imperio otomano               | Kaza                | También llamados kaza, subdivisiones de un sanjacado.                                                                                        |
| Primera República Española    | Cantón              | Hubo un intento de subdividir España en cantones a través de una revolución; al final la mayoría de cantones fueron erradicados rápidamente. |
| Prusia                        | Kanton              | Circunscripciones y/o distritos militares entre 1733 y 1813.                                                                                 |
| República de la Nueva Granada | Cantón              | Subdivisiones inferiores a las provincias hasta 1853.                                                                                        |
| República de Venezuela        | Cantón              | Subdivisiones inferiores a las provincias hasta 1864.                                                                                        |
| Unión Soviética               | Канто́н              | Subdivisiones de varias regiones autónomas antes de 1941.                                                                                    |